# Transición energética

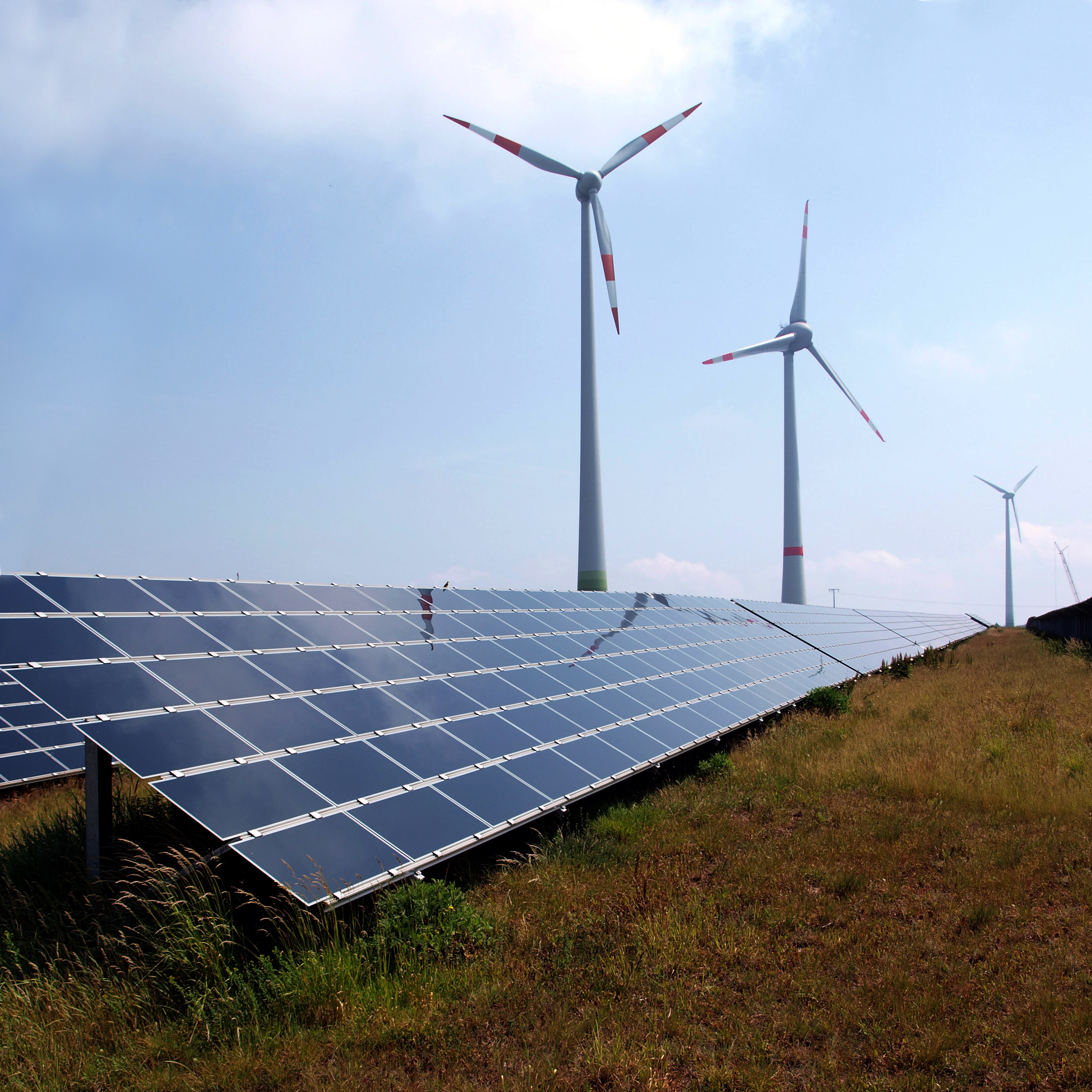
Matriz fotovoltaica y turbinas de viento en el parque eólico Schneebergerhof en el Estado alemán de Renania-Palatinado.

La transición energética refiere a un cambio significativo en un sistema de energía que podría estar relacionado con un factor o con una combinación de factores tales como estructura de sistema, escala, economía y política energética. Generalmente se define como un cambio estructural a largo plazo en un sistema energético, a diferencia de un cambio en una tecnología energética o en una fuente de combustible en particular.
Históricamente, las transiciones energéticas constituyeron en general eventos prolongados, que se desarrollaron durante muchas décadas. Esto no se aplica necesariamente a la transición energética actual, que se desarrolla bajo políticas y condiciones tecnológicas muy diferentes.
La transición energética de un sistema energético a otro afecta a 3 aspectos fundamentales: la tecnología de generación de la propia energía, las infraestructuras asociadas a la producción y distribución de dicha energía y la instalación, modificación o desarrollo de las tecnologías que permitan su consumo. 
La transición energética actual surge por la necesidad de acciones climáticas para mitigar el calentamiento global. Para mantenerse dentro de los 1.5 °C que propone el Acuerdo de París, es necesario detener las emisiones de gases de efecto invernadero para 2040 o 2050. Esto implica descarbonizar los sistemas energéticos, es decir, abandonar los combustibles fósiles como el petróleo, el gas natural, el lignito y el carbón, y reemplazarlos por fuentes que no generen o generen bajas emisiones como el combustible nuclear (uranio) y las fuentes de energía renovable eólica, hidroeléctrica, solar, geotérmica, marina, undimotriz, entre otras. 
Esta transición responde a retos medioambientales, de salud y económicos y atañe a un cambio en los modelos de producción y distribución de la energía hacia una energía cada vez más verde y menos contaminante con el objetivo de que sea más sostenible, y también a una transición social en la que se consuma menos energía (reducción del consumo). 
El diseño de los sistemas de energía del mundo ha cambiado significativamente con el tiempo. Hasta la década de 1950, el mecanismo económico que sostenía los sistemas de energía era local en lugar de global. A medida que avanzó el desarrollo, los diversos sistemas nacionales se integraron cada vez más y se convirtieron en los grandes sistemas internacionales de la actualidad. Las tasas históricas de transición de los sistemas de energía han sido estudiadas exhaustivamente.

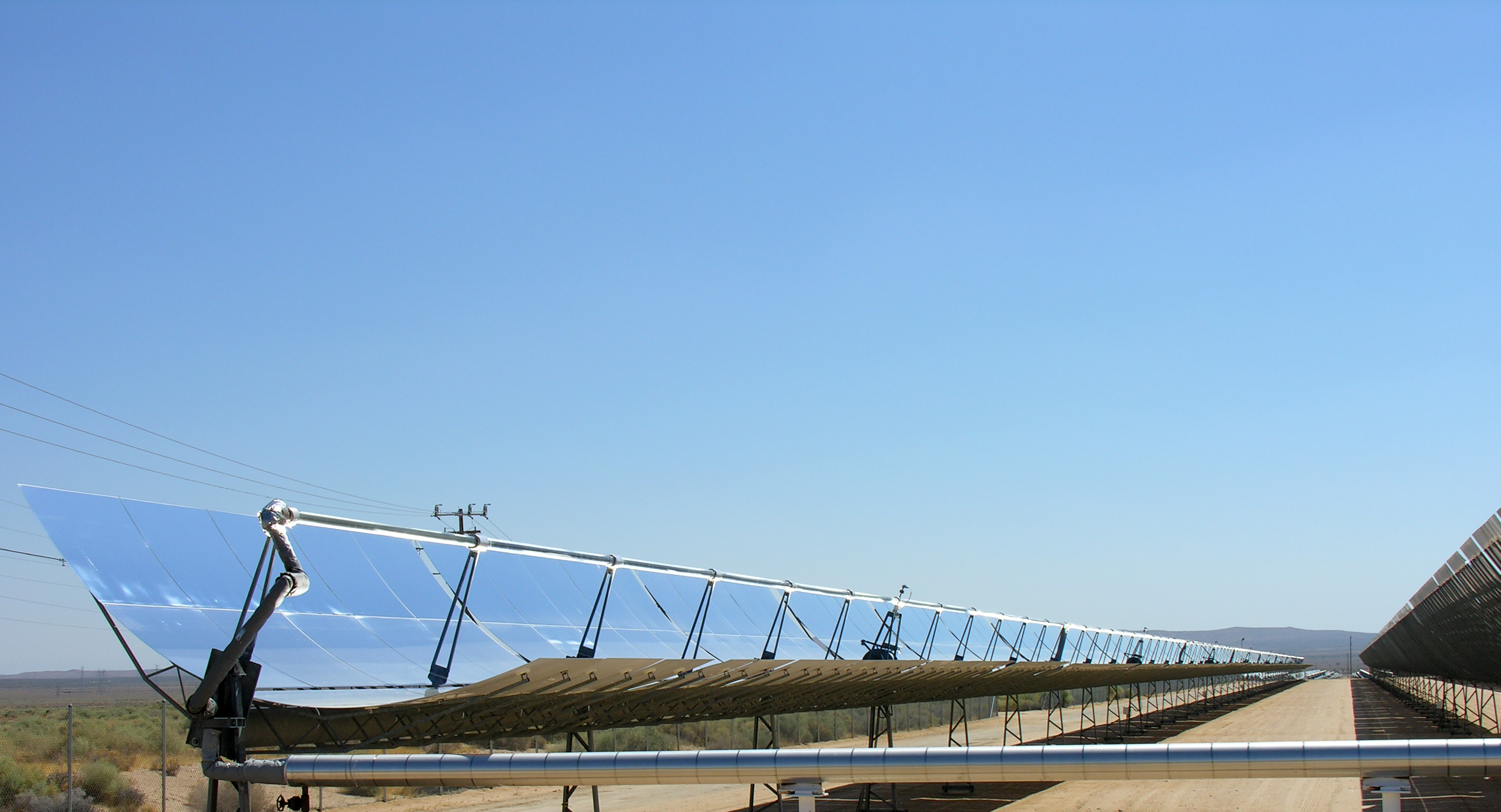
Planta de energía cilíndrico-parabólica para la producción de electricidad, cerca de la ciudad de Kramer Junction en el Valle de San Joaquín en California

Una implementación oportuna de la transición energética requiere múltiples enfoques paralelos. La conservación de la energía y las mejoras en la eficiencia energética desempeñan un papel importante. Los medidores eléctricos inteligentes pueden programar el consumo de energía cuando la electricidad está disponible en abundancia y reducir el consumo toda vez que las fuentes de energía renovable más volátiles sean escasas (de noche y en ausencia de viento).
Después de un período de transición, se espera que la producción de energía renovable constituya la mayor parte de la producción de energía del mundo. La empresa de gestión de riesgos DNV GL anticipa que, para 2050, el mix de energía primaria del mundo se dividirá en partes iguales entre fuentes fósiles y no fósiles. Una proyección de 2011 formulada por la Agencia Internacional de Energía prevé que la energía solar fotovoltaica suministre más de la mitad de la electricidad del mundo para 2060, reduciendo drásticamente las emisiones de gases de efecto invernadero.

## Transición energética justa
La transición energética justa se centra en garantizar que esta transformación beneficie a todos los sectores de la sociedad, incluidos, por ejemplo, los trabajadores y las comunidades que dependen de la industria de los combustibles fósiles.
El término transición justa tiene su origen en el contexto de los debates sobre cómo efectuar una transición energética para poder cumplir las metas ambientales establecidas - por ejemplo, del Acuerdo de Paris y de la Agenda 2030 - sin traspasarle el costo a las poblaciones más vulnerables.Por ende, una transición justa debe, por ejemplo, buscar vías para aumentar y complementar la política energética y climática, a la vez que garantiza las futuras oportunidades de empleo para aquellos que podrían verse afectados por los cambios causados por su implementación. 
Una manera de garantizar que la transición energética sea justa son las salvaguardas sociales y ambientales. Las salvaguardas sociales y ambientales son un conjunto de políticas, normas y procedimientos diseñados para identificar, prevenir, mitigar y minimizar los impactos negativos de proyectos, programas o políticas en el medio ambiente y las comunidades.
Se aplican en diversas áreas, como la gestión forestal, la agricultura sostenible y el desarrollo de infraestructuras, con el objetivo de garantizar un desarrollo sostenible y proteger los derechos de las personas y el medio ambiente.

## Historia

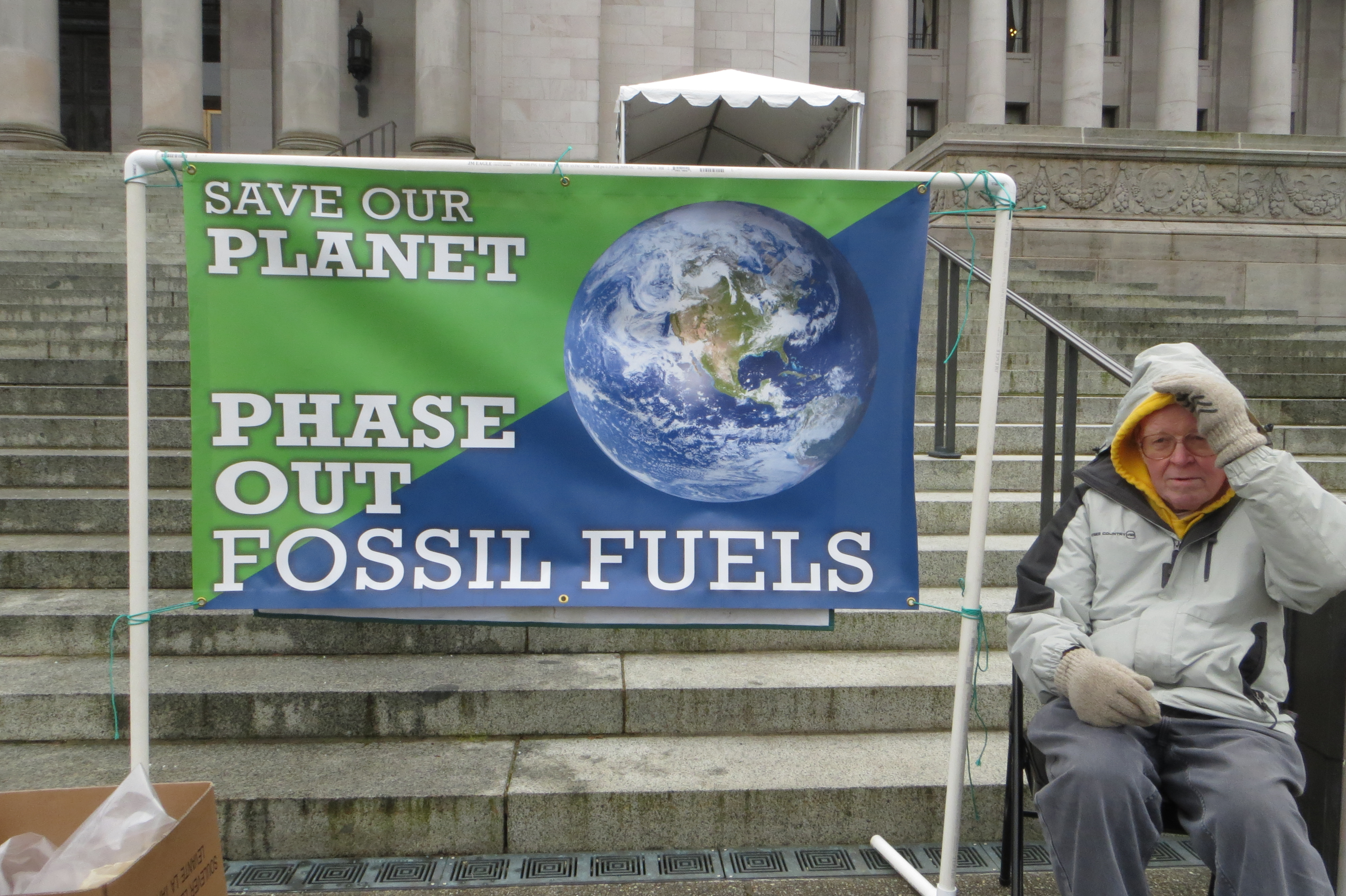
Protesta en el Edificio Legislativo en Olympia, Washington. Ted Nation, activista durante varias décadas, junto al letrero que decía "Salva nuestro planeta. Elimina los combustibles fósiles”.

Un buen ejemplo de transición energética es el cambio de un sistema preindustrial —basado en la biomasa tradicional y otras fuentes de energía renovable (viento, agua y fuerza muscular)— a un sistema industrial -caracterizado por una mecanización generalizada (energía de vapor) y el uso de carbón. Las participaciones de mercado que alcanzan umbrales pre-especificados se emplean generalmente para caracterizar la velocidad de la transición (por ejemplo, del carbón frente a la biomasa tradicional). En este sentido, los umbrales de participación de mercado típicos en la bibliografía especializada son 1 %, 10 % para las participaciones iniciales, y 50 %, 90 % y 99 % para las participaciones resultantes luego de una transición.
En cuanto a los sistemas de energía, podemos aprender muchas lecciones de la historia. La necesidad de grandes cantidades de leña en procesos industriales primitivos, combinada con los prohibitivos costos del transporte terrestre, condujo a una escasez de madera económicamente accesible. Así se descubrió que las fábricas de vidrio del siglo XVIII funcionaban como empresas de tala de bosques. Cuando Gran Bretaña tuvo que recurrir al carbón luego de que se agotaran las existencias de madera, la crisis de combustible resultante desencadenó una serie de eventos que dos siglos más tarde culminarían en la Revolución Industrial. Del mismo modo, el uso creciente de turba y carbón constituyó un elemento vital que abrió el camino para la Edad de Oro de Holanda, que abarcó casi la totalidad del siglo XVII. Otro ejemplo, donde el agotamiento de los recursos desencadenó la innovación tecnológica y un cambio hacia nuevas fuentes de energía, puede verse en la caza de ballenas del siglo XIX, que tuvo como consecuencia que el aceite de ballena fuera finalmente reemplazado por querosén y otros productos derivados del petróleo. El científico Vaclav Smil es quien describió las transiciones energéticas históricas con mayor profundidad. Las contemporáneas difieren en términos de motivación y objetivos, impulsores y gestión.
Se ha identificado a la tecnología como un impulsor de cambio importante, pero impredecible, dentro de los sistemas de energía. Las previsiones publicadas han tendido a sobrestimar sistemáticamente el potencial de las nuevas tecnologías de energía y conversión, y han subestimado la inercia en los sistemas de energía y en la infraestructura energética (por ejemplo: las centrales eléctricas, una vez construidas, se caracterizan por funcionar durante varias décadas). La historia de los grandes sistemas técnicos es muy útil para enriquecer el debate sobre las infraestructuras energéticas, al detallar muchas de sus implicancias a largo plazo. La velocidad necesaria para que se produzca una transición en el sector energético será elevada, desde el punto de vista histórico. Además, es vital que las estructuras tecnológicas, políticas y económicas subyacentes cambien radicalmente, a través de un proceso que un autor denominó “cambio de régimen”.

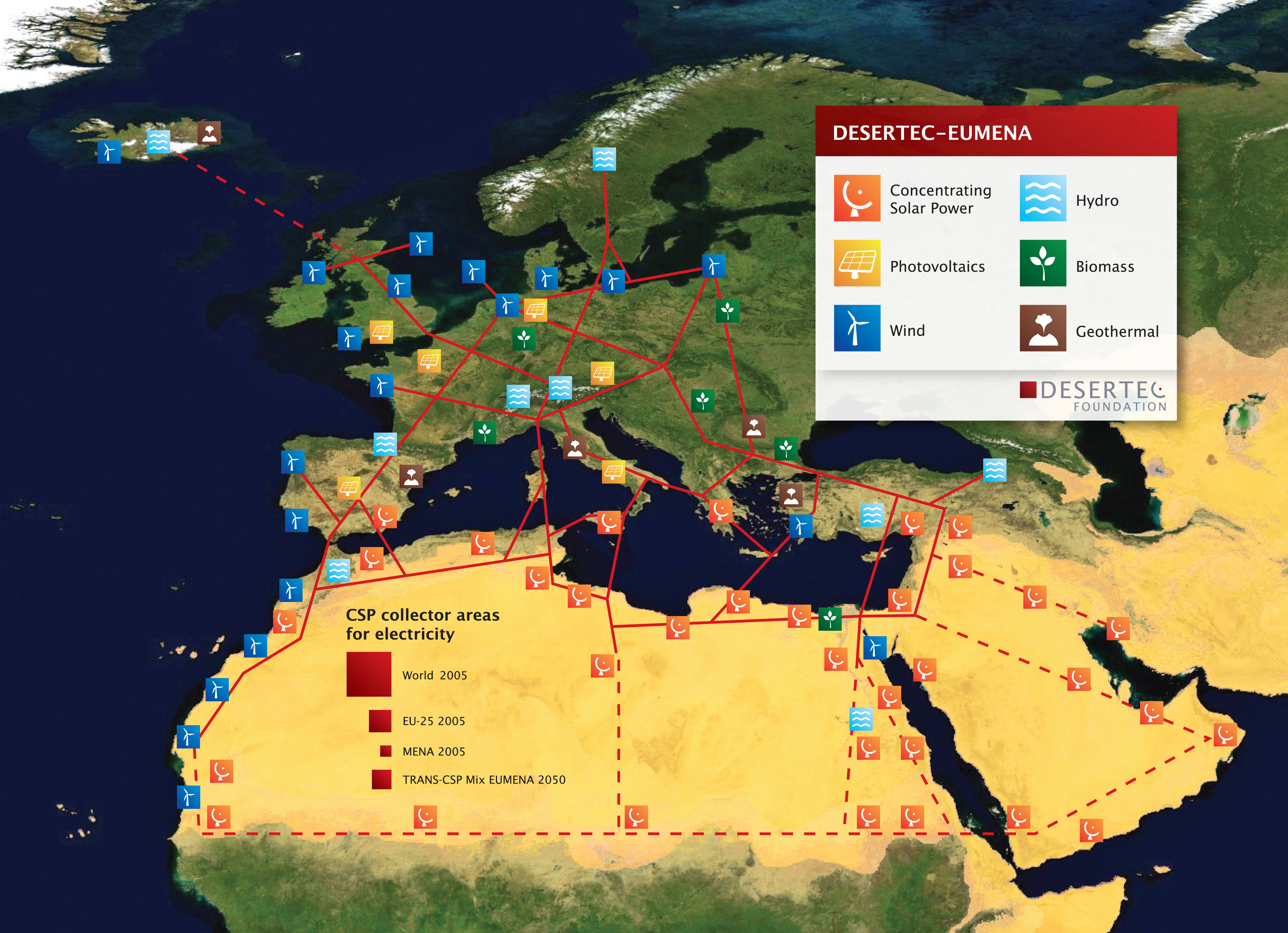
DESERTEC: Representación de una red de energía posible para un suministro sostenible de energía en Europa, Oriente Medio y África del Norte (DESERTEC)

El término “transición energética” también podría implicar una reorientación de las políticas; lo que suele ocurrir en el debate público sobre la política energética. Por ejemplo, podría implicar un reequilibrio de la demanda con respecto a la oferta, así como también pasar de la generación centralizada a la distribuida (por ejemplo: generación de calor y energía en unidades de cogeneración muy pequeñas), que debería reemplazar la sobreproducción y el consumo energético evitable por medidas de ahorro de energía y mayor eficiencia. En un sentido más amplio, la transición energética también podría implicar una democratización de la energía o una tendencia hacia una mayor sustentabilidad. 
En junio de 2018, en la Cumbre del G20 en Argentina, los Ministros de Energía del G20 consideraron correcto y aplicable el enfoque que la Presidencia argentina del G20 quiso dar a las contribuciones nacionales. Se reconoció la existencia de diferentes caminos nacionales posibles, a raíz también del concepto de las Contribuciones Determinadas Nacionalmente al fin de lograr sistemas de energía más limpios –promoviendo la sustentabilidad, la resiliencia y la seguridad energética- bajo el término "transiciones" (en plural). Esta visión refleja el hecho de que cada miembro del G20, según su nivel de desarrollo, tiene una matriz de energía única y diversa como punto de partida, con diferentes recursos energéticos, dinámicas de demanda, tecnologías, capital nacional, geografías y culturas.

## Tecnologías y enfoques clave
La reducción de emisiones necesaria para mantener el calentamiento global por debajo de 2 °C requerirá una transformación de todo el sistema en cuanto a la forma de producir, distribuir, almacenar y consumir energía. Para que una sociedad sustituya una forma de energía por otra, deben cambiar múltiples tecnologías y comportamientos del sistema energético.
Muchas vías de mitigación del cambio climático contemplan tres aspectos principales de un sistema energético con bajas emisiones de carbono:
- El uso de fuentes de energía de bajas emisiones para producir electricidad.
- La electrificación, es decir, un mayor uso de la electricidad en lugar de quemar directamente combustibles fósiles.
- La adopción acelerada de medidas de eficiencia energética.

El aumento del consumo de energía complica el paso de los combustibles fósiles a fuentes de energía bajas en carbono. Esto se debe a que la nueva energía baja en carbono no sólo debe satisfacer la creciente demanda, sino también sustituir a los combustibles fósiles utilizados actualmente en la combinación energética. Según la Agencia Internacional de Energías Renovables, para 2050 el mundo debe reducir su consumo de energía en un 6 % con respecto a 2020 mediante una mejora significativa de la eficiencia energética. Además, las fuentes de energía renovables deben constituir el 77 % de la combinación energética mundial, lo que supone un fuerte aumento respecto al 16 % de 2020.

## Energías renovables
Las fuentes de energía más importantes en la transición energética con bajas emisiones de carbono son la energía eólica y la energía solar. Podrían reducir las emisiones netas en 4.000 millones de toneladas equivalentes de CO2 al año cada una, la mitad de ellas con costes netos de vida útil inferiores a los de referencia. Otras fuentes de energía renovables son la bioenergía, la energía geotérmica y la energía mareomotriz, pero actualmente tienen unos costes netos durante su vida útil más elevados.

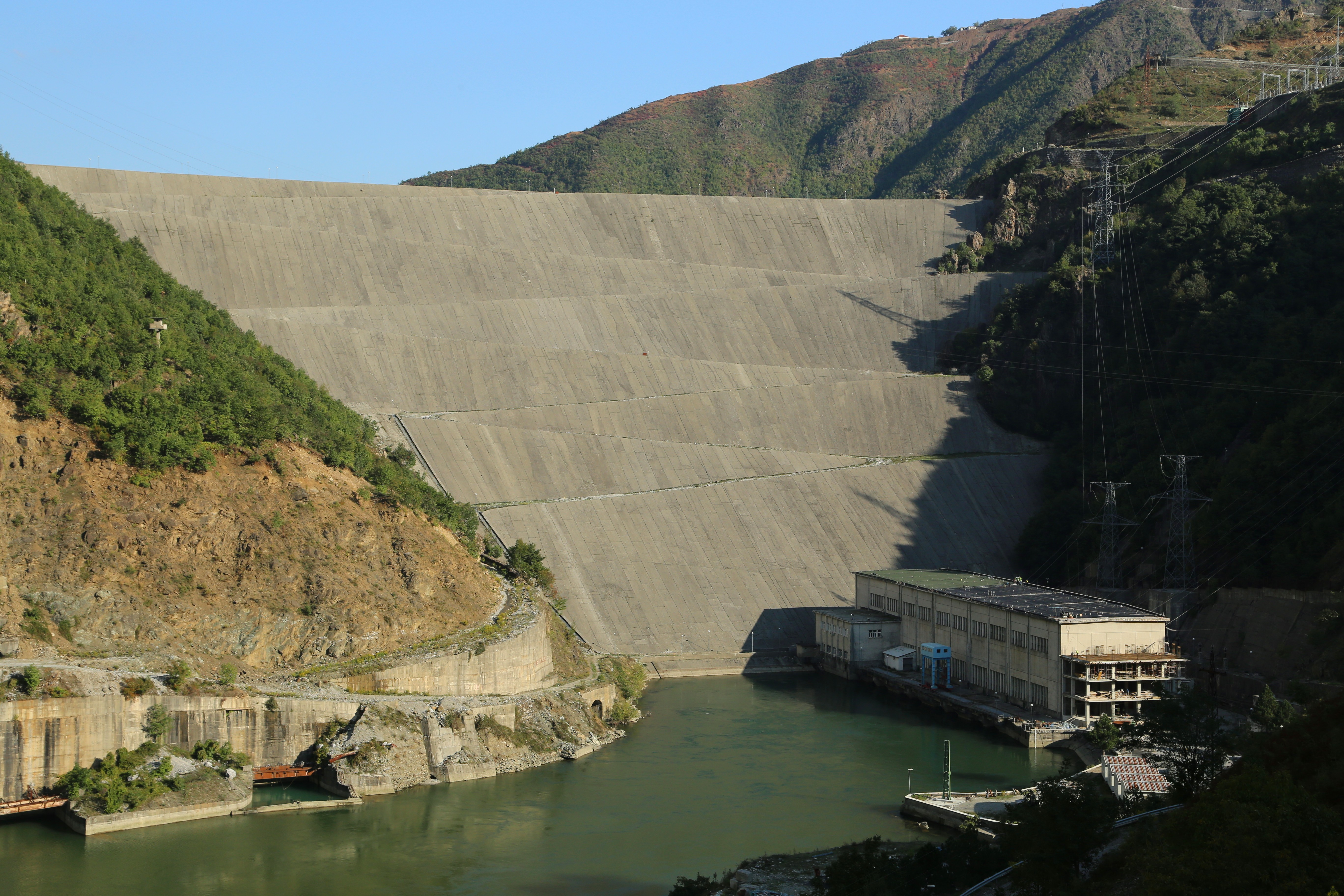
Central hidroeléctrica en Albania

La energía hidroeléctrica es la fuente limpia que más electricidad genera en todo el mundo. Según datos de la Agencia Internacional de la Energía (IEA, por sus siglas en inglés), la producción total alcanzó los 4354,1 TWh en 2022, lo que supone más que la suma de todas las demás renovables juntas.Sin embargo, debido a su gran dependencia de la geografía y al impacto medioambiental y social generalmente elevado de las centrales hidroeléctricas, el potencial de crecimiento de esta tecnología es limitado.
Las energías eólica y solar se consideran más escalables, pero siguen necesitando grandes cantidades de tierra y materiales. Tienen un mayor potencial de crecimiento.Estas fuentes han crecido casi exponencialmente en las últimas décadas gracias a la rápida disminución de los costes. En 2019, la energía eólica suministró el 5,3 % de la electricidad mundial, mientras que la energía solar suministró el 2,6 %.
Mientras que la producción de la mayoría de los tipos de centrales hidroeléctricas puede controlarse activamente, la producción de la energía eólica y solar depende del clima. Las redes eléctricas deben ampliarse y ajustarse para evitar despilfarros. La energía hidroeléctrica embalsada es una fuente despachable, mientras que la solar y la eólica son fuentes de energía renovables variables.
Estas fuentes requieren generación de reserva despachable o almacenamiento de energía para proporcionar electricidad continua y fiable. Por esta razón, las tecnologías de almacenamiento también desempeñan un papel clave en la transición de las energías renovables. A partir de 2020, la tecnología de almacenamiento a mayor escala es la hidroelectricidad de bombeo, que representa la gran mayoría de la capacidad de almacenamiento de energía instalada en todo el mundo. Otras formas importantes de almacenamiento de energía son las baterías eléctricas y la conversión de energía en gas.
El informe «Electricity Grids and Secure Energy Transitions» de la AIE subraya la necesidad de aumentar las inversiones en la red hasta más de 600.000 millones de dólares anuales en 2030, frente a los 300.000 millones actuales, para dar cabida a la integración de las energías renovables. Para 2040, la red deberá ampliarse en más de 80 millones de kilómetros para gestionar las fuentes renovables, que, según las previsiones, representarán más del 80 % del aumento de la capacidad energética mundial en las próximas dos décadas. Si no se mejora a tiempo la infraestructura de la red, podrían producirse 58 gigatoneladas adicionales de emisiones de CO2 de aquí a 2050, lo que supondría un riesgo considerable de aumento de la temperatura mundial en 2 °C.
Se considera que los principales obstáculos para la aplicación generalizada de las energías renovables a gran escala y las estrategias energéticas con bajas emisiones de carbono son principalmente sociales y políticos, más que tecnológicos o económicos. Los principales obstáculos son: la negación del cambio climático, el lobby de los combustibles fósiles, la inacción política, el consumo energético insostenible, las infraestructuras energéticas obsoletas y las limitaciones financieras.

## Integración de fuentes de energía renovables variables
Con la integración de las energías renovables, la producción local de electricidad es cada vez más variable. El IPCC ha recomendado que «los sectores de acoplamiento, el almacenamiento de energía, las redes inteligentes, la gestión de la demanda, los biocombustibles sostenibles, la electrólisis de hidrógeno y derivados serán necesarios en última instancia para acomodar grandes cuotas de renovables en los sistemas energéticos» Las fluctuaciones pueden suavizarse combinando la energía eólica y la solar y extendiendo las redes eléctricas a grandes áreas. Esto reduce la dependencia de las condiciones meteorológicas locales.

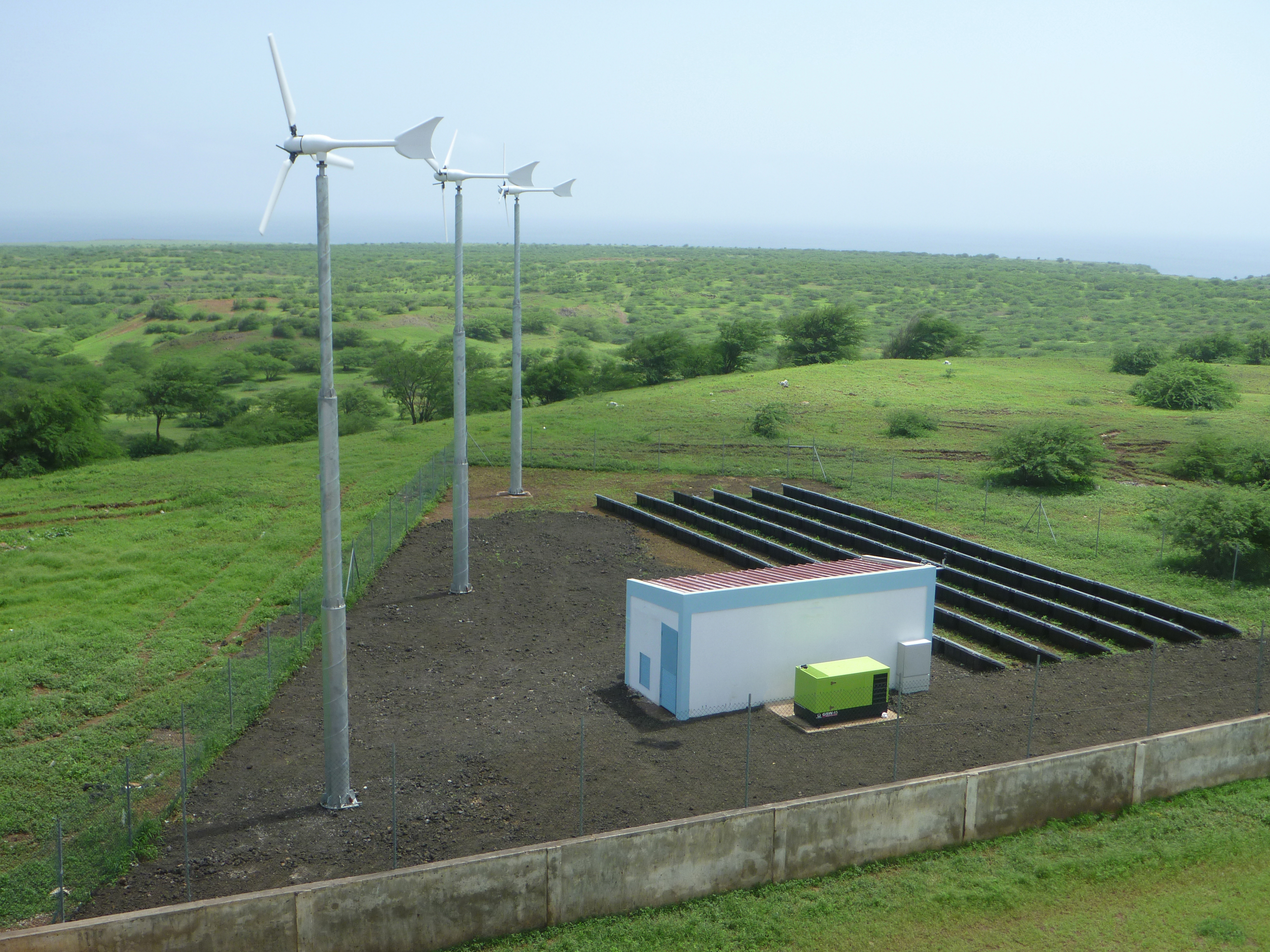
Microgeneración a través de una microrred en Cabo Verde utilizando turbinas eólicas, energía solar fotovoltaica y almacenamiento de energía para abastecer a una comunidad.

Con precios muy variables, el almacenamiento de electricidad y la ampliación de la red son más competitivos. Los investigadores han descubierto que «se espera que los costes para acomodar la integración de fuentes de energía renovables variables en los sistemas eléctricos sean modestos hasta 2030» Además, «será más difícil abastecer todo el sistema energético con energía renovable».
Las fluctuaciones rápidas aumentan con una gran integración de energía eólica y solar. Pueden afrontarse con reservas operativas. Las baterías a gran escala pueden reaccionar en cuestión de segundos y se utilizan cada vez más para mantener estable la red eléctrica.

## Barreras
Una de las cuestiones clave a tener en cuenta en relación con el ritmo de la transición mundial a las energías renovables es la capacidad de cada compañía eléctrica para adaptarse a la realidad cambiante del sector eléctrico. Por ejemplo, hasta la fecha, la adopción de las energías renovables por parte de las empresas eléctricas ha sido lenta, obstaculizada por su inversión continuada en capacidad de generación de combustibles fósiles.
El debate sobre la transición energética está muy influido por las industrias de combustibles fósiles. Una forma que tienen las petroleras de continuar su labor a pesar de las crecientes preocupaciones medioambientales, sociales y económicas es ejercer presión sobre los gobiernos locales y nacionales.

## Índice de Transición Energética
El Índice de Transición Energética (ETI) fue creado por el Foro Económico Mundial en colaboración con Accenture. El informe evalúa el rendimiento actual del sistema energético de 120 países en términos de sostenibilidad, seguridad energética y desarrollo económico. La edición 2024 del Informe Fomentando una Transición Energética Eficaz (Fostering Effective Energy Transition, en inglés), lanzado por el Foro Económico Mundial en colaboración con Accenture, señala que los 10 países con mejores resultados en la transición energética representan solo el 1% de las emisiones mundiales de CO2 relacionadas con la energía, el 3% del suministro total de energía, el 3% de la demanda energética y el 2% de la población mundial.

## Estado de la transición energética en la Unión Europea
La transición energética se fundamenta como una de las principales actuaciones de la UE para combatir el cambio climático. 
En octubre de 2014, el Consejo Europeo acuerda el Marco 2030 de Energía y Clima estableciéndose un objetivo de reducción de Gases de efecto Invernadero de, al menos, un 40 % con relación a 1990. Para tal efecto, se incide en la necesidad de acelerar la transición energética y elevar la cuota de energía renovables por encima del 32 %, mejorar la eficiencia energética en al menos un 32,5 % y alcanzar un objetivo mínimo del 15 % de las interconexiones de electricidad en 2030.
En diciembre de 2019, la presidencia de la Unión Europea propone la redacción del Pacto Verde Europeo. Este paquete de medidas incluye, entre otras cosas, iniciativas que atañen al sector de la energía.Para alcanzar dichos objetivos, la Unión Europea aprueba diferentes iniciativas legislativas relacionados con el uso de la energía y su apuesta por la descarbonización.
En diciembre de 2020, la UE acuerda incrementar el objetivo de reducción de GEI en 2030 hasta, al menos un 55 % respecto a 1990. Para conseguir estos objetivos ve necesario revisar gran parte de las normas europeas relativas a energía y clima y, es por ello que en el mes de julio de 2021 la Comisión Europea presenta un paquete de medidas denominado Fit for 55.
En junio de 2021 la Unión Europea aprueba la Ley Europea del Clima, una ley de carácter vinculante para todos los Estados miembros. Esta ley crea el marco necesario para avanzar en la reducción de las emisiones de gases de efecto invernadero y para acelerar la transición energética asociada. 

La guerra de Ucrania iniciada en 2022 y las consiguientes sanciones a Rusia, han impulsado nuevas políticas que buscan disminuir la dependencia del gas ruso potenciando el uso de energía procedente de fuentes renovables. En el caso de Europa, en mayo de 2022 se presentó el plan REPowerEU con el doble objetivo de poner fin a la dependencia de los países de la UE de los combustibles rusos, así como hacer frente a la crisis climática.

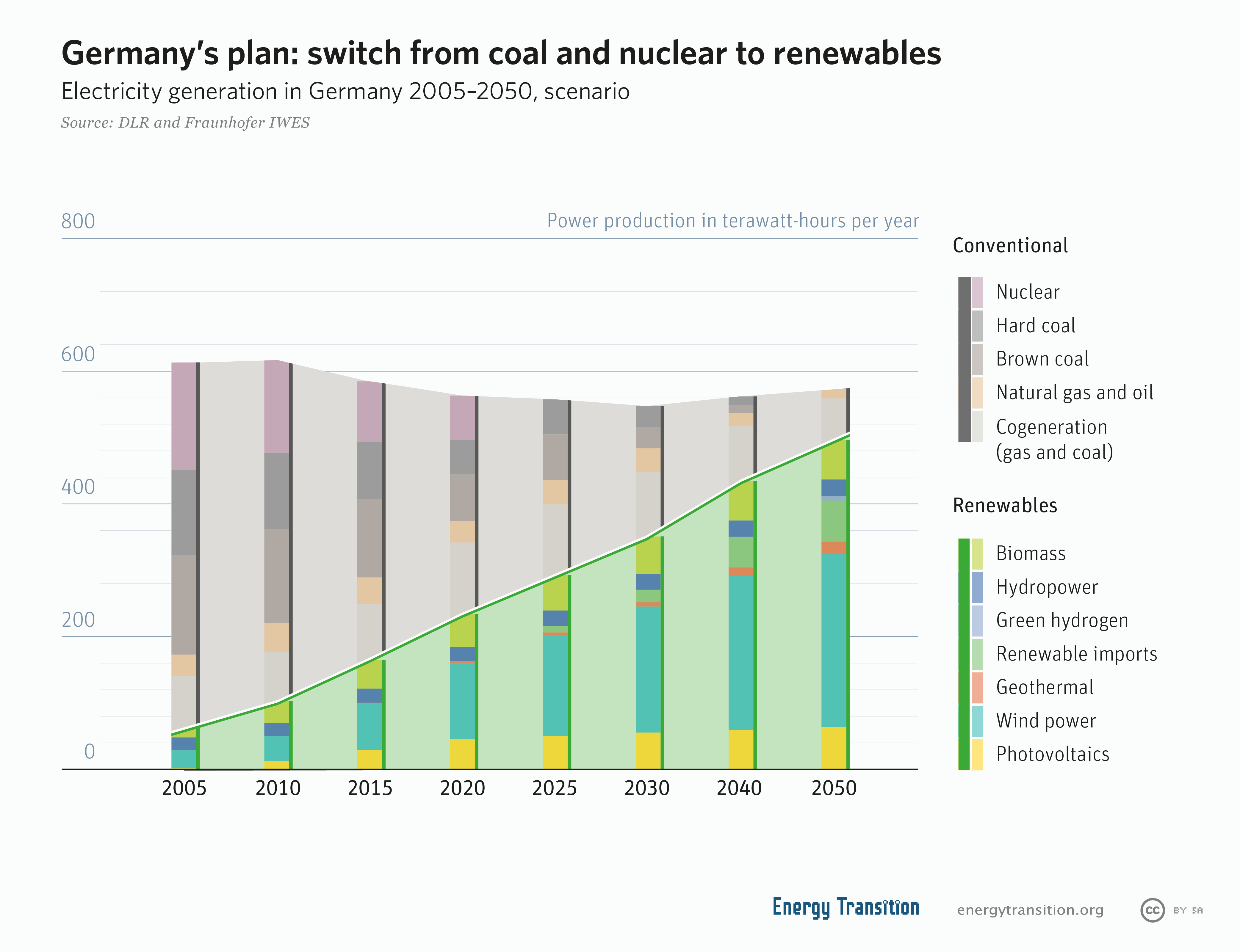

### Estado de la transición energética en Alemania
Un ejemplo de transición hacia la energía sustentable es el cambio de Alemania (Energiewende, en alemán) a la energía renovable descentralizada y a la eficiencia energética. Aunque hasta ahora a través de estos cambios se haya estado reemplazando la energía nuclear, el objetivo declarado de estos países —fijado en 2012— fue la eliminación del carbón, la reducción de las fuentes de energía no renovable y la creación de un sistema energético con base en un 60 % de energía renovable para 2050. A partir de 2018, los objetivos de la coalición 2030 incluyen lograr en Alemania un 65 % de energías renovables en la producción de electricidad hasta 2030.
El documento de política clave, que define la transición energética o Energiewende, fue publicado por el gobierno alemán en septiembre de 2010, unos seis meses antes del accidente nuclear de Fukushima. El apoyo legislativo se concretó en septiembre de 2010.  
Los aspectos más importantes incluyen: 
| Objetivos de política clave de Energiewende (con cifras reales para 2014) |         |       |       |       |             |
| Objetivo                                                                  | 2014    | 2020  | 2030  | 2040  | 2050        |
| Emisiones de gases de efecto invernadero                                  |         |       |       |       |             |
| Emisiones de gases de efecto invernadero (año base 1990)                  | −27,0 % | −40 % | −55 % | −70 % | −80 a −95 % |
| Energías renovables                                                       |         |       |       |       |             |
| Participación en el consumo bruto de energía final                        | 13,5 %  | 18 %  | 30 %  | 45 %  | 60 %        |
| Participación en el consumo bruto de electricidad                         | 27,4 %  | 35 %  | 50 %  | 65 %  | 80 %        |
| Eficiencia y consumo                                                      |         |       |       |       |             |
| Consumo de energía primaria (año base 2008)                               | −8,7 %  | −20 % |       |       | −50 %       |
| Consumo bruto de electricidad (año base 2008)                             | −4,6 %  | −10 % |       |       | −25 %       |
| Consumo final de energía en el transporte (año base 2005)                 | 1,7 %   | −10 % |       |       | −40 %       |

Además, se contará con un impulso asociado de investigación y desarrollo.
Esta política ha sido adoptada por el gobierno federal alemán, dando lugar a una enorme expansión de las energías renovables, en particular de la energía eólica. La participación de Alemania en las energías renovables ha aumentado de alrededor del 5 % en 1999 al 17 % en 2010, alcanzando cerca del promedio del 18 % de la OCDE referido al uso de fuentes renovables. A los productores se les garantizó una tarifa diferencial por 20 años, lo que les asegura, por otra parte, un ingreso fijo. Se crearon cooperativas de energía y se realizaron esfuerzos para descentralizar el control y las ganancias. Las grandes empresas de energía tienen una participación desproporcionadamente pequeña en el mercado de las energías renovables. Asimismo, se cerraron las antiguas centrales nucleares, y los nueve reactores que aún funcionan se cerrarán en 2022, antes de lo previsto. 
El depender en menor medida de las estaciones nucleares trae aparejado una mayor dependencia de los combustibles fósiles. Uno de los factores que ha impedido el empleo eficiente de nuevas energías ha sido la falta de una inversión complementaria en infraestructura eléctrica para llevar la energía al mercado. Se estima que es necesario construir o modernizar 8.300 km de líneas de evacuación de electricidad.
Los diversos sectores tienen diferentes actitudes en relación con la construcción de nuevas líneas eléctricas. Se congelaron las tarifas de la industria y, por lo tanto, el aumento de los costos de la Energiewende se transfirió a los consumidores, que han estado recibiendo facturas de electricidad cada vez más elevadas. En 2013, los alemanes tuvieron uno de los costos de electricidad más altos de Europa. No obstante, por primera vez en más de diez años, los precios de la electricidad para clientes residenciales disminuyeron a principios de 2015.

### Austria
Austria emprendió la transición energética (Energiewende) hace algunas décadas. Debido a las condiciones geográficas del país, la producción energética en Austria depende en gran medida de las energías renovables, en particular de la energía hidroeléctrica. En 2013, el 78,4 % de la producción nacional provino de energías renovables, el 9,2 % del gas natural y el 7,2 % del petróleo (el resto, de residuos). En función de la Ley Constitucional Federal para una Austria Libre de Armas Nucleares, no existen centrales nucleares en funcionamiento en Austria. Sin embargo, la producción nacional de energía representa solo el 36 % del consumo total de energía de Austria, que incluye, entre otras actividades, el transporte, la producción de electricidad y la calefacción. En 2013, el petróleo representaba aproximadamente el 36,2 % del consumo total de energía, las energías renovables el 29,8 %, el gas el 20,6 % y el carbón el 9,7 %. En los últimos 20 años, la estructura del consumo bruto interno de energía ha pasado del carbón y el petróleo a nuevas energías renovables, en particular entre 2005 y 2013 (+ 60 %). El objetivo de la UE para Austria requiere una participación de energías renovables del 34 % para 2020 (consumo bruto de energía final). Austria está en el camino indicado para lograr este objetivo (32,5 % en 2013). La transición energética en Austria también se puede ver a nivel local, en algunas aldeas, ciudades y regiones. Por ejemplo, la ciudad de Güssing en el estado de Burgenland es pionera en la producción de energía independiente y sustentable. Desde 2005, Güssing ha venido generando mayores niveles de calefacción (58 GWh) y electricidad (14 GWh) de los que la ciudad necesita, a partir de recursos renovables.

### Estado de la transición energética en Dinamarca
Dinamarca, como país dependiente de petróleo importado, se vio especialmente afectado por la crisis del petróleo de 1973. Esto provocó un debate público sobre la construcción de centrales nucleares para diversificar el suministro de energía. Cobró fuerza un importante movimiento antinuclear que criticó con dureza los planes de energía nuclear asumidos por el gobierno. Esto finalmente llevó a una resolución, emitida en 1985, que prohibió la construcción de centrales nucleares en Dinamarca. El país, entonces, optó por las energías renovables, concentrándose principalmente en la energía eólica. Los aerogeneradores ya contaban con una larga historia en Dinamarca desde finales del siglo XIX. En 1974, un panel de expertos declaró "que debería ser posible satisfacer el 10 % de la demanda eléctrica del país con energía eólica, sin ocasionar ningún problema técnico en particular para la red pública". Dinamarca emprendió el desarrollo de grandes estaciones de energía eólica, aunque con poco éxito al principio (al igual que en el caso del proyecto Growian en Alemania).
Se impusieron, en cambio, pequeñas instalaciones que a menudo se vendían a propietarios privados, como las granjas. Las políticas gubernamentales fomentaron su construcción; y al mismo tiempo, factores geográficos positivos favorecieron su proliferación, como por ejemplo la adecuada densidad de energía eólica y los patrones descentralizados de asentamiento en Dinamarca. La falta de obstáculos administrativos también jugó un papel importante. Se pusieron a punto sistemas pequeños y sólidos, en el rango de potencia de solo 50-60 kilovatios al principio, utilizando la tecnología de la década de 1940 y, a veces, la fabricación a mano por parte de empresas muy pequeñas. A fines de los años setenta y en los ochenta se desarrolló un importante comercio de exportación a Estados Unidos, donde la energía eólica también experimentó un auge temprano. En 1986, Dinamarca ya tenía aproximadamente 1.200 aerogeneradores eólicos, aunque todavía representaban apenas el 1 % de la electricidad de Dinamarca. Con el tiempo, esta participación aumentó significativamente. En 2011, las energías renovables abarcaban el 41 % del consumo de electricidad, y las instalaciones de energía eólica representaban, por sí solas, el 28 %. El gobierno apunta a aumentar la participación de la energía eólica en la generación de energía en un 50 % para 2020 y, al mismo tiempo, reducir las emisiones de dióxido de carbono en un 40 %. El 22 de marzo de 2012, el Ministerio de Clima, Energía y Construcción de Dinamarca publicó un documento de cuatro páginas llamado "Acuerdo Energético de Dinamarca", que describe los principios a largo plazo que integran la política energética del país.
A partir de 2013, la instalación de calefacción a gas o a petróleo se prohibió en edificios nuevos; y a partir de 2016, se extendió la prohibición a los edificios ya existentes. Al mismo tiempo se lanzó un programa de asistencia para el reemplazo de calefactores. El objetivo de Dinamarca es reducir el uso de combustibles fósiles en un 33 % para 2020. Se ha programado que el país sea completamente independiente del petróleo y del gas natural para 2050.

### Estado de la transición energética en España
España aprueba en mayo de 2021 La Ley de cambio climático y transición energética  que persigue alcanzar en 2030 una penetración de la energía renovable en el consumo de energía final de, al menos, un 42 %,  un sistema eléctrico con al menos un 72 % de producción de energía procedente de fuentes renovables y una mejora de la eficiencia energética a través de la reducción del consumo de energía primaria en al menos un 35 %.
En el ámbito de la reducción de emisiones de gases de efecto invernadero, la ley propone una reforma del sector eléctrico, la generación eléctrica a través de centrales y minicentrales eléctricas hidráulicas de dominio público, la modificación de la Ley de Propiedad Horizontal para facilitar las instalaciones fotovoltaicas de autoconsumo y el fomento de la penetración de gases renovables como el biometano, biogas o el hidrógeno. 
Para mejorar la eficiencia energética se prevé un plan de rehabilitación de viviendas y renovación urbana, en cuanto al sector de transporte se promueve la movilidad y el transporte sostenible fomentando el uso del vehículo eléctrico y otros combustibles verdes o renovables como el hidrógeno. 
Para responder a las necesidades expuestas en la Ley de cambio climático y transición energético, el gobierno desarrolla el instrumento del Plan Nacional Integrado de Energía y Clima (PNIEC) y la Estrategia de Descarbonización a 2050.

### Estado de la transición energética en Francia
Desde 2012, se han desarrollado debates políticos en Francia sobre la transición energética y la forma en que la economía francesa podría beneficiarse de ella.
En septiembre de 2012, la Ministra de Medio Ambiente Delphine Batho acuñó el término "patriotismo ecológico". El gobierno inició un plan de trabajo para implementar la transición energética en Francia. Este plan abordaría las siguientes preguntas para junio de 2013:
- ¿Cómo puede avanzar Francia hacia la eficiencia energética y la conservación de la energía? Reflexiones sobre estilos de vida modificados, cambios en la producción, en el consumo y en el transporte.
- ¿Cómo lograr el mix energético para 2025? Los objetivos de protección climática de Francia requieren reducir las emisiones de gases de efecto invernadero en un 40 % para 2030, y en un 60 % para 2040.
- ¿En qué energías renovables debe apoyarse Francia? ¿Cómo debería promoverse el uso de las energías eólica y solar?
- ¿Qué costos y modelos de financiamiento serían necesarios para asesoramiento en materia de energías alternativas y apoyo a la inversión? ¿Y cuáles para investigación, renovación y expansión de la calefacción urbana, biomasa y energía geotérmica? Una de las soluciones podría consistir en implementar una extensión del CSPE (Contribución a las Tarifas del Servicio Público de Electricidad), un impuesto que se cobra en las facturas de electricidad.

El 14 y 15 de septiembre de 2012, la Conferencia Ambiental sobre Desarrollo Sustentable abordó el tema de la transición energética y del medio ambiente como tema principal.
El 8 de julio de 2013, los líderes del debate nacional presentaron algunas propuestas al gobierno, tales como impuestos ambientales y desarrollo de redes inteligentes, entre otras.
En 2015, la Asamblea Nacional aprobó una legislación para la transición a vehículos con bajas emisiones.
Francia ocupa el segundo lugar después de Dinamarca en tener las menores emisiones de carbono del mundo en relación con el producto bruto interno.

## Estado de la transición energética en Latinoamérica

### Argentina
La matriz energética de Argentina está altamente dominada por combustibles fósiles, representando alrededor del 90 % de sus fuentes primarias, con el gas natural y el petróleo como principales componentes.En comparación, su matriz es más dependiente de fósiles que la media mundial y la latinoamericana. En cuanto a la matriz secundaria, más del 50 % proviene del gas natural y aproximadamente un 30 % de combustibles líquidos.
El país ya experimentó una transición interna desde el petróleo al gas tras la década de 1980, y hoy se posiciona como un posible proveedor global de gas, un combustible que se presenta como transición en el marco del debate energético global.
A nivel político, desde el Ministerio de Ambiente se ha avanzado en la planificación hacia 2050 con el Plan Nacional de Adaptación y Mitigación del Cambio Climático.Sin embargo, se mantiene el uso de gas en la matriz energética, lo que genera controversia.
Desde el sector energético, en 2023 se publicaron dos documentos clave: el "Plan Nacional de Transición Energética a 2030"y "Lineamientos y Escenarios para la Transición Energética a 2050". El primero sigue la tendencia de dependencia fósil con baja incorporación de renovables para 2030, mientras que el segundo documento plantea estrategias hacia 2050 que incluyen eficiencia energética, tecnologías nacionales, resiliencia, hidrógeno de bajas emisiones, movilidad sostenible, y una transición justa.

### Bolivia
En 2006, Bolivia elaboró un Plan de Desarrollo Estratégico Nacional que promovió la sustitución de combustibles fósiles por gas natural, dada su abundancia.Este plan impulsó el cambio del diésel al gas en industrias y transporte público, además de la construcción de plantas termoeléctricas. Aunque Bolivia ahora tiene un excedente de energía eléctrica que busca exportar, la falta de exploración ha comenzado a agotar las reservas de gas.Ante esta situación, Bolivia ha comenzado a implementar energías renovables como la solar y eólica, aunque de manera incipiente y sin un plan definido, apoyándose también en la energía hidroeléctrica.

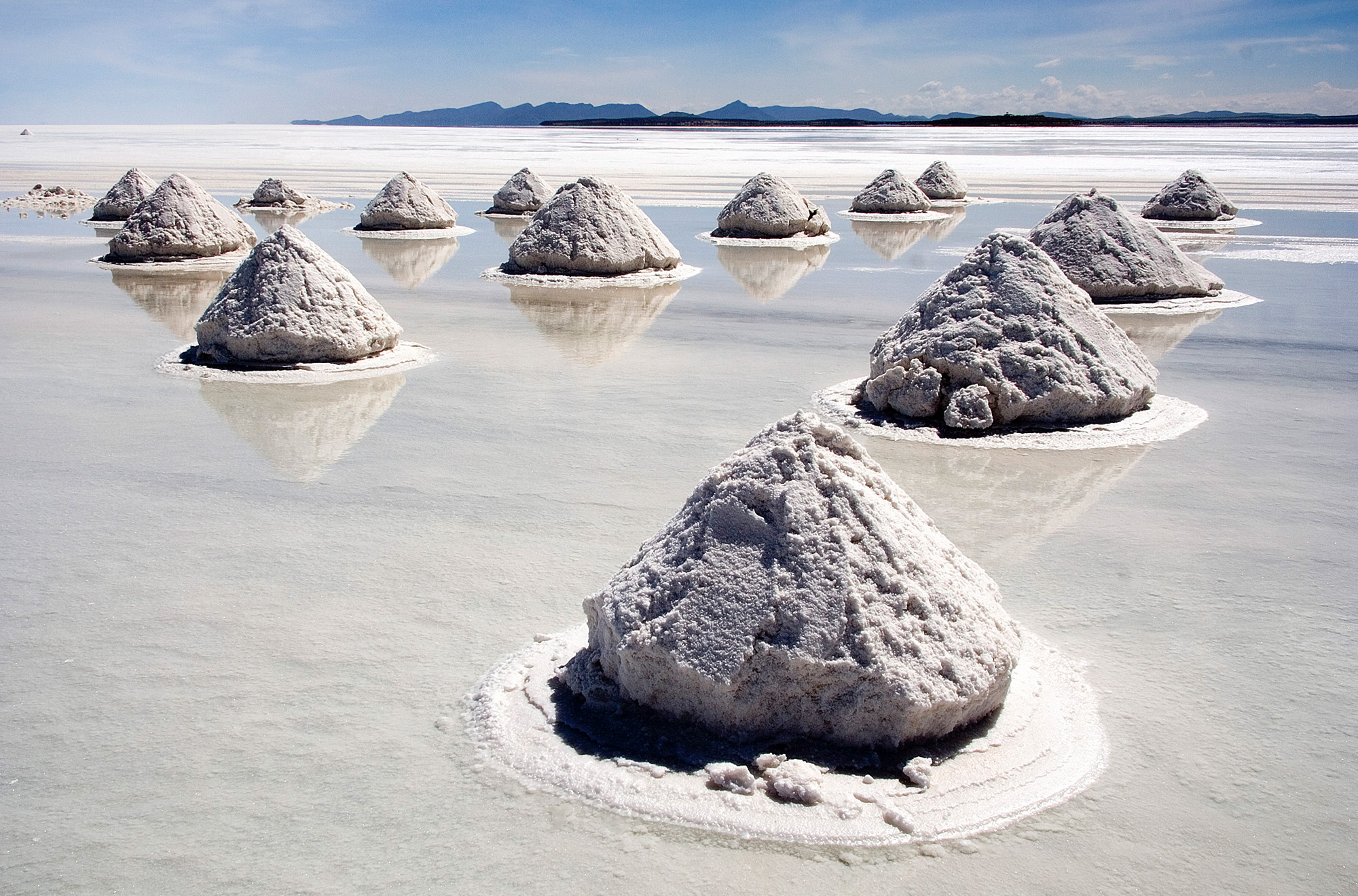
Pilar de sal en el Salar de Uyuni, Bolivia

Bolivia depende principalmente del gas natural para la energía primaria, mientras que para la generación eléctrica recurre a hidroeléctricas y termoeléctricas a gas.El uso de energías renovables aún es incipiente, aunque la posición geográfica del país ofrece potencial para el desarrollo de energías solares y eólicas,así como para la producción de hidrógeno verde. Las zonas del altiplano y los valles interandinos, por ejemplo, reciben altas tasas de radiación solar.
Actualmente, el 81 % de la energía primaria de Bolivia proviene del gas natural, seguido del petróleo y sus derivados (12 %), la biomasa (5 %) y las energías eólica, solar e hidroeléctrica (2 %).
Aunque hay algunos proyectos en energías renovables, como plantas solares y eólicas financiadas por cooperación internacional y recursos estatales, la transición energética avanza lentamente. A la vez, el avance de la producción de biocombustibles ha tenido un impacto negativo en el Amazonas, debido a la expansión agrícola. Además, gran parte de los recursos energéticos del país están ubicados en territorios indígenas, los cuales no han sido incluidos en un desarrollo energético inclusivo, a pesar de los compromisos legales de consulta previa.
El litio del Salar de Uyuni, estimado entre 21 y 23 millones de toneladas, ha puesto a Bolivia en el foco de potencias internacionales interesadas en este recurso clave para la transición energética mundial.

### Brasil
En 2023, Brasil duplicó su inversión en energías renovables, alcanzando aproximadamente 34 mil millones de dólares, según el informe de la Agencia Internacional de Energía.Esto posiciona a Brasil entre los países de mayor inversión en transición energética, de acuerdo con el informe Energy Transition Investment Trends 2024 de Bloomberg NEF.
De acuerdo con el Índice de Transición Energética elaborado por el Foro Económico Mundial, Brasil ocupa el puesto número doce de los países mejor preparados para la transición, siendo el país latinoamericano mejor posicionado y encabezando la inversión en energías limpias entre las grandes potencias.
Según el Balance Energético Nacional 2024 del Ministerio de Minas y Energía, el 49.1 % de la oferta interna de energía proviene de fuentes renovables, mientras que las no renovables representan el 50.9 %. En cuanto a la matriz eléctrica, el 89.2 % está compuesta por energías renovables, lideradas por la energía hidráulica (58.9 %), seguida de la eólica (13.2 %) y la solar (7 %).
Se espera que para 2050, la matriz energética brasileña reduzca significativamente el uso de combustibles fósiles, con una participación de más del 70 % de fuentes renovables en todos los escenarios. La biomasa será clave en esta transformación, seguida por la energía eólica y solar.
La agricultura, silvicultura y otros usos de la tierra es responsable de la mayoría de las emisiones brasileñas de GEI, 73 % del total, desempeñando un rol fundamental para viabilizar la meta de neutralidad de carbono del país.Para lograr la neutralidad de carbono en 2050, Brasil debe eliminar la deforestación ilegal antes de 2028, ya que de no hacerlo, sería inviable alcanzar esta meta.

### Chile
Chile ha acelerado en los últimos años su transición energética gracias a un amplio apoyo político, asociaciones público-privadas y tecnologías verdes innovadoras. Se ha fijado el ambicioso objetivo de convertir el 70% de su consumo total de energía en energías renovables para 2030 y se ha comprometido a ser neutro en carbono para 2050.Durante el año 2023, el 37 % de la energía generada en Chile provino de fuentes de energías renovables no convencionales.
Tras la creación del Ministerio de Energía en el año 2010, se estableció una hoja de ruta energética a nivel nacional, y se realizaron consultas ciudadanas con el propósito de planificar y promover la eficiencia energética en el país. Siguiendo esa línea, en 2016 se estableció una Estrategia Nacional de Electromovilidad, que pretende electrificar la totalidad del transporte público urbano al 2040 y que al 2050, el 40 por ciento de la flota privada de transporte sea de vehículos eléctricos.
Dada la hidrografía de Chile, el uso de energías renovables en el país se ha concentrado principalmente en la producción de energía hidráulica para la generación de electricidad. El país cuenta con 68 centrales hidroeléctricas. 

La central solar del Observatorio La Silla de ESO en Chile

Por otro lado el desierto de Atacama ubicado al norte de Chile, ha demostrado ser el lugar con mayor radiación solar en el planeta, representando una gran oportunidad para la industria de la energía fotovoltaica en el país. En 2012 el Gobierno de Chile inició una consulta pública para elaborar el marco regulatorio del uso y generación eléctrica proveniente de las energías renovables en el país. Esto derivó en que el presidente Sebastián Piñera creara la "Ley 20.571" o Ley de Generación Ciudadana promulgada el 22 de marzo de 2014, que otorgó el derecho a todo ciudadano chileno para autogenerar la energía eléctrica para su propio consumo (autoconsumo fotovoltaico en este caso) y poder vender los excedentes producidos a empresas de suministro eléctrico. Chile cuenta con más de 30 parques solares.
La ubicación de Chile respecto del anticiclón del Pacífico Sur y la morfología de su extensa línea costera son factores determinantes para el desarrollo de las instalaciones de generación de energía a partir del recurso eólico. Los primeros parques eólicos en Chile se instalaron en los primeros años de la década del 2000. En 2001 entró en servicio el parque eólico Alto Baguales, inicialmente con una generación de 2MW.36 En 2017, Chile tenía una potencia instalada de 1426 MW, (4.7 % del total de la energía generada en el país), aportada por 651 aerogeneradores operativos. Actualmente, Chile es uno de los principales productores de energía eólica de la región, luego de Brasil y México.

### Colombia
La transición energética en Colombia ha sido un proceso gradual que comenzó con dos actos normativos clave: el Decreto 2811 de 1974, que creó el Código Nacional de Recursos Naturales Renovables,y la Ley 99 de 1993, que estableció la Ley General de Medio Ambiente.Este enfoque se fortaleció en 1994 con la Ley 164, que aprobó la participación de Colombia en la Convención Marco de las Naciones Unidas sobre el Cambio Climático, impulsando la reducción de emisiones de gases de efecto invernadero (GEI) y la exploración de energías sostenibles.
En 2001, se creó el Programa de Uso Racional y Eficiente de la Energía (PROURE) para promover el uso de fuentes no convencionales de energía renovable como biomasa, eólica, solar y geotermia.Sin embargo, no fue hasta 2015-2016, tras una crisis energética provocada por un fenómeno climático, que el gobierno comenzó a abordar seriamente la necesidad de una transición energética.
Colombia ha formulado más de 30 actos legislativos relacionados con la transición energética, de los cuales 29 están vigentes. El más importante es la Ley 1715 de 2014, la cual regula la integración de las energías renovables no convencionales al sistema energético nacional. A pesar de estos avances, en 2020 los combustibles fósiles, como el petróleo (40 %), gas natural (26 %) y carbón (11 %), seguían siendo predominantes en el suministro energético de Colombia.
En el subsector eléctrico, la energía hidroeléctrica representó el 65 % de la generación eléctrica en 2020. En cuanto a la demanda energética, el sector transporte fue el mayor consumidor (35 %), con el 96 % de su energía proveniente de combustibles fósiles. La industria fue el segundo mayor consumidor (26 %), utilizando principalmente gas natural (29 %) y carbón (28 %), mientras que el sector residencial consumió el 21 %, destacando la leña (37 %), energía eléctrica (35 %) y gas natural (20 %)
En 2022 se publicó la actualización del Plan Energético Nacional (2022-2050), cuyo objetivo es identificar las alternativas tecnológicas en producción y consumo de energía y evaluar sus impactos en el abastecimiento, la competitividad, la sostenibilidad, las finanzas públicas y la economía del país. El documento contempla cuatro posibles escenarios para transformar el sistema energético colombiano, reduciendo la dependencia de los combustibles fósiles y aumentando la participación de las energías renovables: actualización, modernización, inflexión y disrupción.

### Costa Rica
Costa Rica ha avanzado significativamente en su proceso de descarbonización y transición energética, tomando la decisión política de prohibir la industria extractiva de combustibles fósiles mediante una moratoria hasta el 2050, establecida en el Decreto Ejecutivo 36693-MINAET.Desde 2015 hasta 2022, el país ha generado más del 98 % de su electricidad a partir de fuentes renovables, principalmente hidroeléctricas, sin recurrir a centrales eléctricas de carbón ni gas natural.

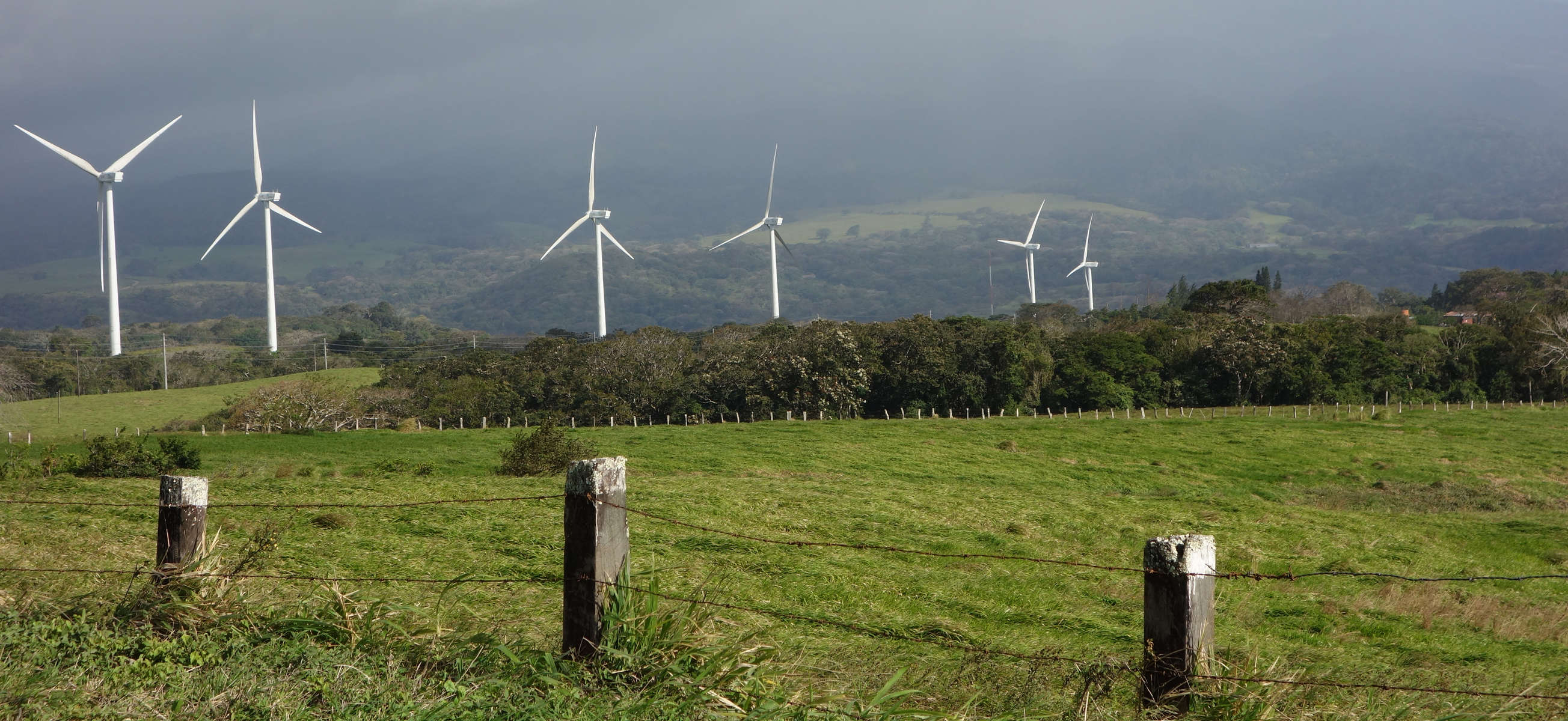
Turbinas eólicas en San Carlos, Alajuela, Costa Rica

El Plan Nacional de Descarbonización establece objetivos para eliminar gradualmente los combustibles fósiles y lograr una economía con cero emisiones netas al 2050.A pesar de estos avances, los combustibles fósiles siguen dominando la oferta energética del país, especialmente en el sector transporte, que consume el 54 % de la energía, impulsado por derivados del petróleo.
En 2022, la energía hidroeléctrica aportó el 73 % de la generación eléctrica, seguida de la geotérmica (13.6 %) y la eólica (11.5 %), mientras que las plantas térmicas contribuyeron con solo el 0.8 %.Uno de los desafíos de Costa Rica es eliminar el respaldo térmico estacional que depende de combustibles fósiles durante la temporada seca, lo que requiere el desarrollo de tecnologías de almacenamiento a gran escala.
En cuanto a la electromovilidad, la Ley n.º 9518 de 2018 promovió el transporte eléctrico, eximiendo impuestos para la importación de vehículos eléctricos y facilitando la creación de una red de cargadores rápidos en todo el país.Esto ha incentivado el uso de vehículos eléctricos, con un crecimiento promedio del 94 % entre 2018 y 2022, frente al 12 % del periodo anterior (2013-2017).
A pesar de estos avances, el sector industrial sigue siendo un reto, ya que todavía depende de combustibles fósiles, como el búnker subsidiado, lo que frena la descarbonización en este ámbito.

### Ecuador
Ecuador presenta todavía una gran dependencia económica de los hidrocarburos, dado que la extracción de petróleo, gas natural y actividades de servicios relacionados representan el 3,8 % del producto interno bruto del país.En tanto, el petróleo es el principal producto de exportación de Ecuador, con exportaciones equivalentes a un total de USD 10.013,12 millones en 2022.
En cuanto a la generación, actualmente el 75,05 % de la producción total de electricidad de Ecuador proviene de fuentes renovables, las cuales se componen de centrales hidroeléctricas, fotovoltaicas, eólicas y termoeléctricas que consumen biomasa y biogás. Por otro lado, el 23,55 % de la energía generada se produjo a través de combustibles fósiles.

### México
México ha implementado varias leyes y reformas para impulsar la transición energética hacia el uso de energías limpias, como la Ley de Transición Energética de 2015, la Ley General de Cambio Climático de 2012 y la Ley de Industria Eléctrica de 2022. Estas normativas establecen políticas públicas, estrategias y mecanismos para regular y fomentar el uso sustentable de la energía, reducir emisiones contaminantes, y garantizar un servicio eléctrico universal basado en energías limpias.
A pesar de este marco legal, México enfrenta varios desafíos significativos en su transición energética. Uno de los principales retos es financiero, ya que la transición implica un cambio fundamental en la generación y uso de energía, afectando las finanzas públicas tanto a nivel federal como estatal. Este cambio, orientado a la descarbonización, impacta negativamente en los ingresos presupuestarios, ya que se requiere un aumento en el gasto energético para las energías limpias.
Otro desafío es la estatización del sector energético, que ha ralentizado la adopción de tecnologías y recursos energéticos limpios y eficientes. Además, el país tiene un déficit en infraestructura, especialmente en sistemas de almacenamiento de energía eléctrica, lo que compromete la seguridad energética y aumenta la intermitencia en el suministro.
El sector energético de México depende en un 89.1 % de combustibles fósiles como el petróleo, gas y carbón, lo que contribuye a más de dos tercios de las emisiones globales de gases de efecto invernadero.Aunque México cuenta con un abundante potencial de recursos renovables (solar, eólica, geotérmica y biomasa), la infraestructura y la arquitectura institucional no han facilitado su rápida integración en la matriz energética.

### Panamá
Panamá se caracteriza por ser uno de los países más lluviosos del mundo, lo que, entre otras variables, ha permitido que actualmente pueda contar con cerca de 97 % de energía renovable en su matriz de generación eléctrica, principalmente hidroeléctrica. Sin embargo, la dependencia de la hidroelectricidad también presenta desafíos, como la variabilidad de las precipitaciones influenciada por fenómenos climáticos como El Niño y La Niña, y los efectos del cambio climático, que podrían aumentar la frecuencia de eventos extremos como inundaciones y sequías.
Para mitigar estos riesgos, Panamá ha implementado una política de diversificación de su matriz energética, formalizada en la Agenda de Transición Energética (ATE) aprobada en 2020. Esta agenda busca aumentar el uso de energías renovables no hidroeléctricas, como la energía eólica y solar, que pasaron de casi cero en 2015 a representar el 8.9 % de la generación eléctrica en 2021. Además, la ATE promueve la inserción de movilidad eléctrica, el acceso a energía moderna, y la modernización del sector eléctrico.
Para el 2021, Panamá ya superaba el promedio regional en el uso de energías renovables, con un 69 % en los últimos cuatro años, en comparación con el 58 % de la región.En la COP26, el país se comprometió a mantener al menos un 70.4 % de participación de energías renovables en su matriz eléctrica para 2030.
A pesar de estos avances, Panamá sigue dependiendo en gran medida de los combustibles fósiles, especialmente en el sector transporte, donde el diésel y la gasolina representaron más del 59 % del consumo energético en 2020. Esta dependencia se ve agravada por la necesidad de importar petróleo y gas, lo que expone al país a la volatilidad de los precios internacionales.
A pesar de estos avances, Panamá sigue dependiendo en gran medida de los combustibles fósiles, especialmente en el sector transporte, donde el diésel y la gasolina representaron más del 59 % del consumo energético en 2020. Esta dependencia se ve agravada por la necesidad de importar petróleo y gas, lo que expone al país a la volatilidad de los precios internacionales.

### Paraguay
Paraguay es uno de los países con la producción de energía eléctrica más limpia del mundo, compartiendo esta distinción con Albania, según el Foro Económico Mundial.El 99.9 % de la generación eléctrica en Paraguay proviene de fuentes que no emiten anhídrido carbónico, destacándose por su alta producción de hidroelectricidad per cápita a nivel global, principalmente gracias a sus dos grandes represas binacionales: Itaipú y Yacyretá.

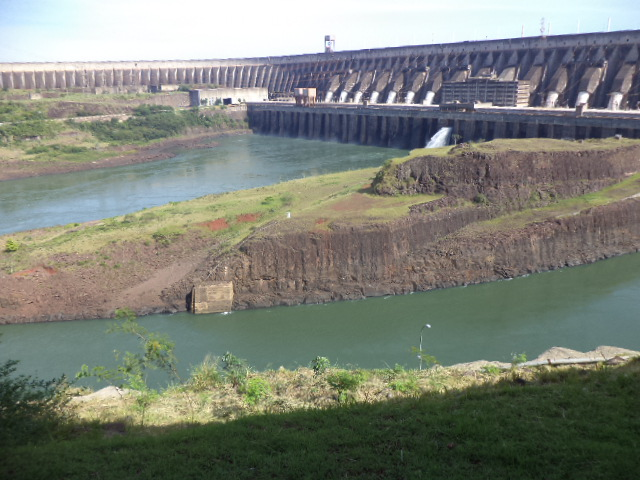
Represa de Itaipú Binacional, ubicada sobre el Río Paraná en la frontera entre Brasil y Paraguay

El sistema eléctrico de Paraguay se basa casi exclusivamente en la generación de energía a partir de hidroenergía, una fuente renovable y no contaminante. Sin embargo, existe una disparidad en su matriz energética. Mientras la oferta energética es predominantemente renovable (47 % hidroenergía y 33 % biomasa), el consumo energético se basa significativamente en la biomasa (44.2 %) y en los hidrocarburos (40.1 %), que son contaminantes y totalmente importados.

### Perú
El aumento de la demanda de minerales como el cobre como consecuencia de la transición energética mundial ha significado una gran oportunidad para Perú, cuya economía depende en gran parte de la minería.Sin embargo, esto también plantea desafíos debido a los conflictos socioambientales asociados con la minería, que representan el 37.3 % del total de conflictos en el país, según la Defensoría del Pueblo.
La generación eléctrica en Perú sigue dependiendo en gran medida de los combustibles fósiles. En 2023, el 53 % de la energía provino de centrales termoeléctricas a base de hidrocarburos,y solo un 8.2 % de la energía nacional es generada por fuentes renovables no convencionales, como la eólica, solar y biogás.
Las centrales de energías renovables están distribuidas en 12 departamentos del Perú, principalmente en la costa y los Andes, con ninguna presencia en las regiones amazónicas, donde el acceso a la electricidad sigue siendo limitado.

### Uruguay
Uruguay tiene una ubicación ideal para la generación de energía solar, eólica e hidráulica por su paisaje de penillanuras y cientos de kilómetros de costa oceánica y fluvial. Sin recursos como gas, petróleo o carbón, entre 2008 y 2009 Uruguay enfrentó problemas de abastecimiento y altos costos en la producción de energía, debido al aumento mundial del precio de los combustibles.
En 2010 Uruguay alcanzó un acuerdo multipartidario y adoptó como política de Estado la transición energética hacia las fuentes autóctonas y renovables, garantizando su ejecución y continuidad. La primera etapa de la transición energética significó más de US$ 8.000 millones de inversión público-privada. La transformación se realizó con un modelo en el cual el sector público tuvo un rol de coordinador del sistema y administrador del esquema de subastas, que brindó certezas a los inversores privados nacionales e internacionales.

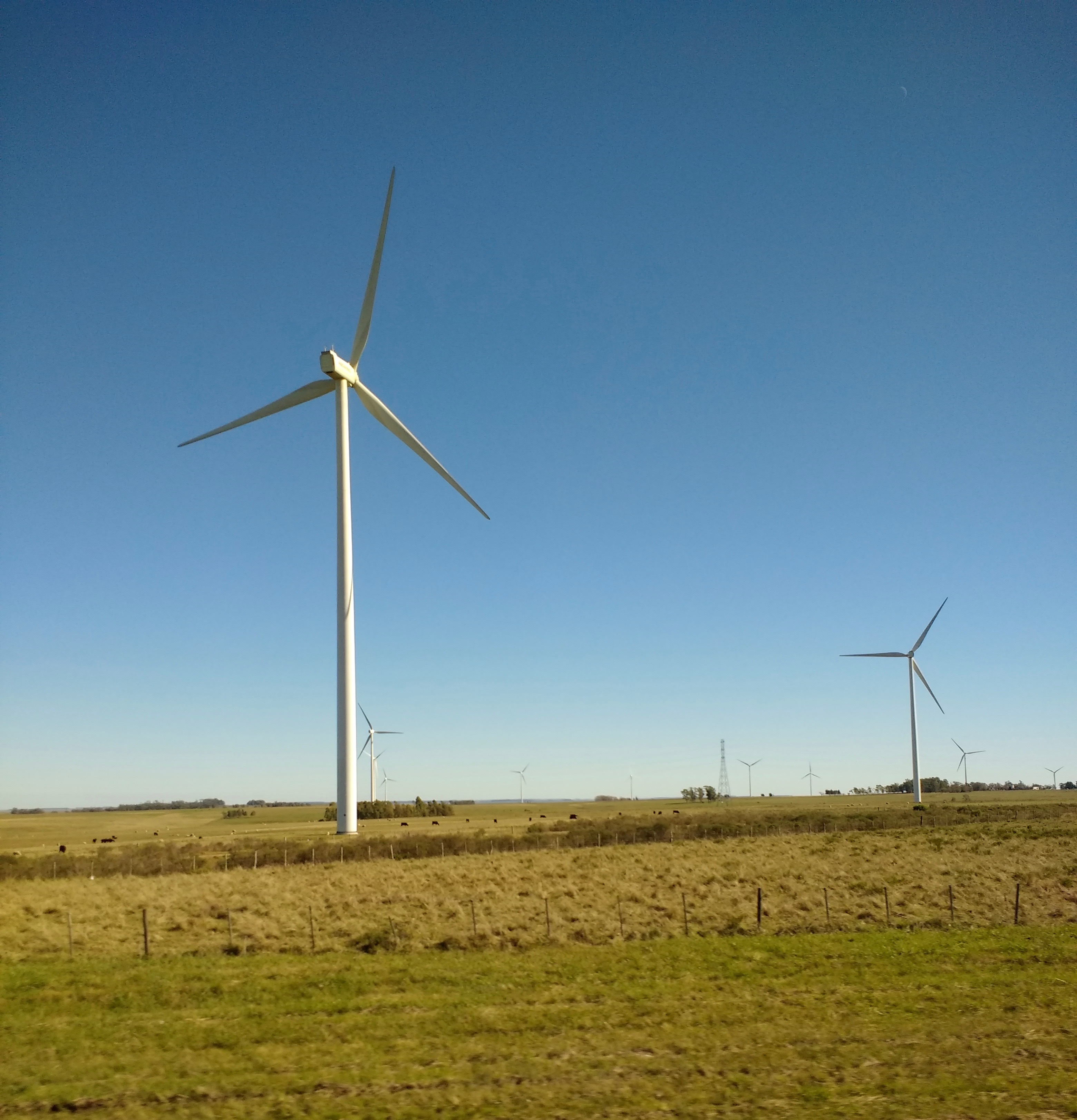
Aerogeneradores en Tacuarembó, Uruguay

Como consecuencia de la implementación de esta estrategia nacional, Uruguay logró en un corto plazo la descarbonización de la generación de energía eléctrica. En promedio, las renovables representaron el 93 % de la matriz eléctrica entre 2018 y 2022 (53 % eólica, solar y biomasa y 40 % hidroeléctrica), disminuyendo significativamente las emisiones de gases de efecto invernadero provenientes del sector energético.
La Agencia Internacional de las Energías Renovables (IRENA) destacó el modelo uruguayo y resaltó el sistema de convocatorias realizadas por la Administración Nacional de Usinas y Trasmisiones Eléctricas (UTE), como ejemplos a seguir en su guía para el diseño de subastas. Se destacó la participación privada a través de esquemas de promoción sin depender de subsidios directos.
En 2019, la Agencia Internacional de Energía (AIE) calificó a Uruguay como líder de América Latina en producción de energía y cuarto en el mundo en cuanto a niveles de generación eléctrica con fuentes eólica y solar.Según la Administración de Comercio Internacional de Estados Unidos es uno de los países más sostenibles del mundo.
En 2022 el abastecimiento de energía alcanzó los 5.669 ktep, lo que representó un récord histórico para el país con un incremento de 27 % frente a los niveles de 2012. El aumento en la generación de energía se acompañó de un cambio en la composición de la matriz energética total. La energía a partir de fuentes fósiles redujo sensiblemente su participación en el total de la oferta, pasando de 60 % en 2012 a 40 % en el promedio 2018-2022.En contrapartida, la biomasa, la energía eólica y la solar incrementaron su importancia relativa. En 2022 las participaciones fueron de 39 %, 9 % y 1 % respectivamente, mientras que en 2012 ni la energía eólica ni la solar aportaban a la producción. La energía hidráulica disminuyó el peso en la oferta; pasó de 16 % entre 2002-2012 a 10 % entre 2018-2022 (9 % en 2022).
Las energías renovables representaron el 56 % de la matriz energética total en 2022 (mientras que en 2012 eran solamente 38 %), un excelente número en los parámetros internacionales. En cuanto a las importaciones de energía eléctrica disminuyeron sistemáticamente en el último tiempo y actualmente son de muy poca relevancia dentro de la matriz de abastecimiento del país.

### Venezuela
Venezuela es uno de los países latinoamericanos más rezagados en la adopción de energías limpias. A pesar de los objetivos planteados hace una década para adaptarse al cambio climático y aumentar el uso de fuentes renovables, menos del 1 % de su consumo eléctrico proviene de energía solar o eólica.
En 1999, la generación eléctrica venezolana estaba dominada por fuentes hidroeléctricas (75.14 %) y plantas termoeléctricas (24.86 %).Para 2010, las hidroeléctricas aún representaban el 66 % de la generación, mientras que las termoeléctricas, que utilizan gas, gasoil y fueloil, alcanzaron el 34 %. Sin embargo, el aporte de las energías renovables no convencionales, como la solar y la eólica, seguía siendo marginal, con menos del 1 %.
Los datos más recientes de 2014 indican un retroceso en la transición energética de Venezuela. Las plantas termoeléctricas pasaron a representar el 50.80 % de la capacidad eléctrica instalada, mientras que las hidroeléctricas disminuyeron al 48.84 %. La energía solar y eólica combinadas apenas representaban el 0.36 % de la capacidad instalada del país.
El petróleo sigue siendo crucial para Venezuela, aportando casi el 60 % del presupuesto nacional.La mayoría de las empresas en el país (80.50 %) utilizaban plantas termoeléctricas de gasolina o gasoil como fuente alternativa de energía en 2023, mientras que un 9 % de las empresas contaba con plantas eléctricas alimentadas por gas natural.

## Estado de la transición energética en otros países

### Japón
El 14 de septiembre de 2012, el gobierno japonés decidió, en una reunión ministerial en Tokio, eliminar la energía nuclear en la década de 2030 o de 2040 a más tardar. El gobierno dijo que tomaría "todas las medidas posibles" para lograr este objetivo. Unos días después, suspendió la eliminación de la energía nuclear que había planificado luego de que la industria presionara para reconsiderar el tema. Los argumentos planteados apuntaron a que la eliminación de la energía nuclear sería una carga para la economía, y que las importaciones de petróleo, carbón y gas conllevarían altos costos adicionales. El gobierno aprobó la transición energética, pero dejó abierto el plazo para el cierre de las centrales nucleares. 

### Reino Unido
El Reino Unido se ha centrado principalmente en la energía eólica, tanto terrestre como marina, y promueve en particular la generación de la última. Con una capacidad instalada de 18,8 GW a fines de 2017, Gran Bretaña es uno de los líderes a nivel mundial, ya que ocupa el sexto lugar, después de China, Estados Unidos, Alemania, India y España. Inicialmente se promovió con un sistema de cuotas, pero los objetivos de expansión se incumplieron en diversas instancias. Esto llevó al gobierno a implementar, en cambio, una tarifa diferencial.

### Estados Unidos
La administración Obama hizo un gran esfuerzo para impulsar los empleos verdes, particularmente en su primer mandato.
En Estados Unidos, la participación de energía renovable (excluyendo la energía hidroeléctrica) en la generación de electricidad ha aumentado del 3,3 por ciento (1990) al 5,5 por ciento (2013). El uso de petróleo disminuirá en los EE. UU. debido a la creciente eficiencia de la flota de vehículos y al reemplazo del petróleo crudo por gas natural como materia prima para el sector petroquímico. Un pronóstico es que la rápida captación de vehículos eléctricos reducirá drásticamente la demanda de petróleo, hasta el punto de que es un 80 % menor en 2050 en comparación con la actual.
En diciembre de 2016, Block Island se convirtió en el primer parque eólico marino comercial de EE. UU. Consta de cinco aerogeneradores de 6 MW (30 MW en conjunto) ubicados en el Océano Atlántico, cerca de la costa (a 6,1 km de Block Island, Estado de Rhode Island). Al mismo tiempo, Statoil, la empresa petrolera con sede en Noruega, desembolsó casi 42,5 millones de dólares en el leasing de una extensa zona costera de Nueva York.